# ديفيد ر. فيرغسون
ديفيد ر. فيرغسون (بالإنجليزية: David R. Ferguson)‏ هو مهندس ومهندس الصوت أمريكي، ولد في 2 يوليو 1962.

## وصلات خارجية
- ديفيد ر. فيرغسون على موقع ميوزك برينز (الإنجليزية)
- ديفيد ر. فيرغسون على موقع ميوزك برينز (الإنجليزية)